# أحلام بريئة (ألبوم)
أحلام بريئة هو الألبوم الثاني والعشرين الرسمي للفنانة أنغام محمد علي سليمان.
ألبوم «أحلام بريئة» مكون من 13 أغنية ومن إنتاج الفنانة أنغام، وتوزيع شركة روتانا، حيث أنتجته الفنانة أنغام على نفقتها الخاصة، لكنها استعانت بشركة روتانا لتوزيع الألبوم، وقد حقق نجاح كبير.
وقد غنت الفنانة أنغام الالبوم بالكامل في حفل ختام مهرجان الموسيقي العربية 2015.

## الأغاني
1. «أهي جت»: كلمات كاترين معوض وألحان هشام بولس وتوزيع طارق مدكور.
2. «اتجاه واحد»: كلمات أمير طعيمة وألحان رامي جمال وتوزيع أحمد إبراهيم.
3. «بين البينين»: كلمات أمير طعيمة وألحان محمد حماقي وتوزيع خالد عز.
4. «طول ما أنت بعيد»: كلمات عصام حسني وألحان محمدي وتوزيع مادي.
5. «أكتبلك تعهد»: كلمات بهاء الدين محمد وألحان إيهاب عبد الواحد وتوزيع مادي.
6. «حتة ناقصة»: كلمات أمير طعيمة وألحان عزيز الشافعي وتوزيع خالد سليمان.
7. «أحلام بريئة»: كلمات أمير طعيمة وألحان شريف بدر وتوزيع أحمد رجب.
8. «فنجان النسيان»: كلمات محمود صلاح وألحان وتوزيع محمد رحيم.
9. «بكره الموسيقى»: كلمات كاترين معوض وألحان هشام بولس وتوزيع داني حلو.
10. «بحب أغني»: كلمات أمير طعيمة وألحان وتوزيع محمد رحيم.
11. «جنبك مكاني»: كلمات بهاء الدين محمد وألحان شريف تاج وتوزيع طارق مدكور.
12. «ساندة عليك»: كلمات أمير طعيمة وألحان عزيز الشافعي وتوزيع طارق مدكور.
13. «بقيت وحدك»: كلمات عصام عبد الله وألحان خالد عز وتوزيع نادر حمدي.